# Жан-П'єр Гошейд
Жан-П'єр Гошейд (люксемб. Jean-Pierre Hoscheid, нар. 22 червня 1912, Біссен — пом. 15 липня 1988, Еш-сюр-Альзетт) — люксембурзький футболіст, який грав на позиції воротаря. Відомий за виступами у складі клубу «Женесс» та у складі збірної Люксембургу. По закінченні виступів на футбольних полях — люксембурзький футбольний тренер, був одним із співголовних тренерів збірної Люксембургу, очолював збірну на літніх Олімпійських іграх 1948 року.

## Біографія
Жан-П'єр Гошейд народився в місті Біссен. На клубному рівні грав за команду «Женесс» з 1935 до 1939 року, в складі якого був чемпіоном Люксембургу та володарем Кубка Люксембургу. У 1935—1939 роках Гошейд грав також у складі національної збірної Люксембургу, у 1936 році захищав ворота збірної на літніх Олімпійських іграх 1936 року.
Після завершення виступів на футбольних полях Жан-П'єр Гошейд став футбольним тренером. У 1948—1949 році він разом із Жулем Мюллером і Альбертом Ройтером був співголовним тренером збірної Люксембургу, самостійно очолював збірну на літніх Олімпійських іграх 1948 року в Лондоні.
Помер Жан-П'єр Гошейд у 1988 році в місті Еш-сюр-Альзетт.

## Досягнення
- Чемпіон Люксембургу (1): 1936—1937
- Володар Кубка Люксембургу (1): 1936—1937